# Peter Webber
Peter Webber, född 1968, är en brittisk filmregissör, mest känd för filmen Flicka med pärlörhänge.